# Ellipteroides scutellumalbum
Ellipteroides scutellumalbum är en tvåvingeart som först beskrevs av Alexander 1923.  Ellipteroides scutellumalbum ingår i släktet Ellipteroides och familjen småharkrankar.
Artens utbredningsområde är Taiwan. Inga underarter finns listade i Catalogue of Life.